# Міцуру Кіріджьо
Міцуру Кіріджьо (яп. 桐条 美鶴, кириліз.: Кіріджьо Міцуру) — вигадана персонажка серії Persona, яка є частиною франшизи Shin Megami Tensei. Вона вперше з’являється як одна з головних героїнь у відеогрі Persona 3. Міцуру є неофіційною лідеркою організації S.E.E.S., до якої входять головні персонажі гри з метою боротьби з істотами, відомими як Тіні.

## Концепція та створення
Міцуру Кіріджьо — єдина донька голови корпорації Kirijo Group, Такехару Кіріджьо. Вона — одна з найкращих учениць школи, староста учнівської ради та випускниця з найвищими відзнаками. У бою використовує одноручну холодну зброю, зокрема рапіри та шаблі, а також магію льоду. Її Персони — Пентесілея (яп. ペンテシレア, кириліз.: Пентешірея) та Артемісія (яп. アルテミシア, кириліз.: Арутемішя), що належать до аркану «Імператриці».
В оригінальній японській версії роль Міцуру озвучила Ріе Танака, в англійській локалізації — Тара Платт. За задумом дизайнера персонажів Шіґенорі Соеджіми, Міцуру мала виглядати суворою та сильною зовні, проте мати вразливий внутрішній світ. На сцені її роль виконала Асамі Тано у театральних постановках Persona 3: The Weird Masquerade, Persona 4 Arena та Persona 4 Arena Ultimax Song Project.

## Сприйняття
Міцуру Кіріджьо отримала загалом позитивні відгуки як від критиків, так і від фанатів серії. Журналістка Game Informer Кімберлі Воллес включила Міцуру до списку десяти найкращих персонажів серії Persona, відзначивши її як самореалізовану особистість, яка водночас турботлива та чуйна. Воллес також назвала її найкращим жіночим персонажем серед рольових ігор, особливо виділивши стосунки між Міцуру та головним героєм Persona 3, які вона схарактеризувала як «справжнє задоволення». Сем Марчелло з RPGamer назвав Міцуру «чарівною», а Кріс Мойс з Destructoid схарактеризував її як «найкрутішого персонажа» в серії, похваливши її за витончений стиль одягу. Меґан Салліван з IGN також включила її до списку найкращих персонажів серії Persona, наголосивши на її внутрішній силі та турботливості. Бен Лі з Digital Spy назвав її «найяскравішою» серед акторського складу гри, відзначивши її розум, цілеспрямованість і чітке розуміння власних бажань. Майк Фейгі з Kotaku схарактеризував Міцуру як «найвизначнішу героїню» серії, підкресливши її силу та впевненість як ключові риси характеру. Стівен Генсен з Destructoid, хоча й скептично ставився до чібі-стилю в Persona Q, був приємно вражений образом Міцуру, вважаючи її привабливою та переконливою навіть у такій стилізації.
Кассандра Хо з USGamer зазначила, що граючи чоловічим персонажем у Persona 3, сприймала Міцуру як «впевнену та елегантну», тоді як при грі за жінку вона здавалася їй «надто відстороненою». Подібну думку висловила і Лі Александер з Kotaku, яка, граючи чоловічим персонажем, захоплювалась Міцуру, однак у жіночому проходженні вважала її «дратівливо досконалою».
У праці «Порівняльний аналіз технік наративу в Kingdom Hearts II (2005) та Persona 3 Portable (2009)» Шазвін Бт. Сахмір та Норлела Ісмаїл з University Teknologi Mara звернули увагу на те, що розвиток стосунків між Міцуру та протагоністом у Persona 3 Portable змінюється залежно від обраної статі гравця: чоловічий персонаж може вважати її ненадійною, тоді як жіночий — виявляє турботу. Дослідник Т. Гарпер у статті «Правила, риторика і жанр: процедурна риторика у Persona 3» (Games and Culture) відзначив, що арка Міцуру розвивається паралельно з аркою Юкарі Такеби, оскільки обидві героїні еволюціонують після отримання нової інформації про своїх батьків. Журнал Journal of Intercultural Mediation and Communication відзначив особливості локалізації персонажа: у японській версії Міцуру використовує англійські слова, що підкреслює її статус і походження, тоді як в англійській локалізації вона час від часу вживає французькі слова. У бойовій системі гри назви магічних здібностей не були адаптовані, а лише транслітеровані з японської.
Її сценічне втілення в мюзиклі Persona 4 Arena отримало схвальні відгуки; Річард Айзенбіс з Kotaku назвав її виконання «досконалим» і відзначив хімію між нею та Акіхіко. Видання VentureBeat порівняло її з Еммою Піл, зазначивши, що Міцуру справляє враження «майстрині меча з вишуканим шармом».